# Tagna
La Tagna (in russo Тагна?; nella parte alta Chor-Tagna, Хор-Тагна) è un fiume della Russia siberiana orientale, affluente di destra della Oka. Scorre nell'oblast' di Irkutsk.
Il Chor-Tagna ha origine dalla confluenza dei rami sorgentiferi Belaja Tagna e Čërnaja Tagna (Tagna Bianca e Tagna nera) che scendono dai monti Bel'skie Gol'cy (monti Saiani Orientali), scorrendo in direzione nord-orientale. Dopo aver attraversato il villaggio di Chor-Tagna, nel Zalarinskij rajon, il fiume prende il nome di Tagna. Sfocia nella Oka a 178 km dalla foce, subito dopo aver superato il villaggio di Tagna. Il fiume ha una lunghezza di 158 km e il suo bacino è di 2 550 km².